# Pic dominicain
Melanerpes candidus
Espèce
Statut de conservation UICN

 LC  : Préoccupation mineure
Le Pic dominicain (Melanerpes candidus) est une espèce d'oiseaux de la famille des Picidae.

## Description et habitats
Il mesure environ 25 cm. On le trouve en bordure des forêts, dans les clairières, le cerrado et les zones cultivées.

## Nidification
Comme les autres pics, il peut creuser ou élargir un trou dans un tronc pourri mais il est aussi capable d'utiliser une cavité naturelle de la roche. La ponte est de 3 ou 4 œufs. Un jeune peut abandonner le nid au bout de 36 jours.

## Alimentation
Fruits, graines, insectes et miel. Sa présence est bénéfique dans les vergers car il s'attaque à une variété de guêpe (Trigona spinipes) qui coupe les boutons floraux avec ses mandibules.